# Human (album Roda Stewarta)
Human – dziewiętnasty studyjny album angielskiego piosenkarza rockowego Roda Stewarta. Wydany w 2001 roku przez Atlantic Records.

## Lista utworów
1. „Human” (Karl Gordon, Connor Reeves) – 3:48
2. „Smitten” (Macy Gray, Dave Wilder, Jeremy Ruzuma, Arik Marshall) – 5:00
3. „Don't Come Around Here” (Jackie Joyce, Paul Berry, Mark Taylor, Kenny Thomas) – 3:49
• piosenka została nagrana przy współpracy z Helicopter Girl
4. „Soul On Soul” (Marc Jordan, John Capek) – 4:30
5. „Loveless” (Reeves, David Frank) – 4:00
6. „If I Had You” (Andrew Davis, Siergiej Rachmaninow) – 4:18
7. „Charlie Parker Loves Me” (Jordan, Capek) – 4:41
8. „It Was Love That We Needed” (Curtis Mayfield) – 4:11
9. „To Be With You” (Raul Malo) – 3:56
10. „Run Back Into Your Arms” (Graham Stack, John Reid, Brian Rawling) – 3:26
11. „I Can't Deny it” (Gregg Alexander, Rick Nowels) – 3:44